# Giselher Klebe

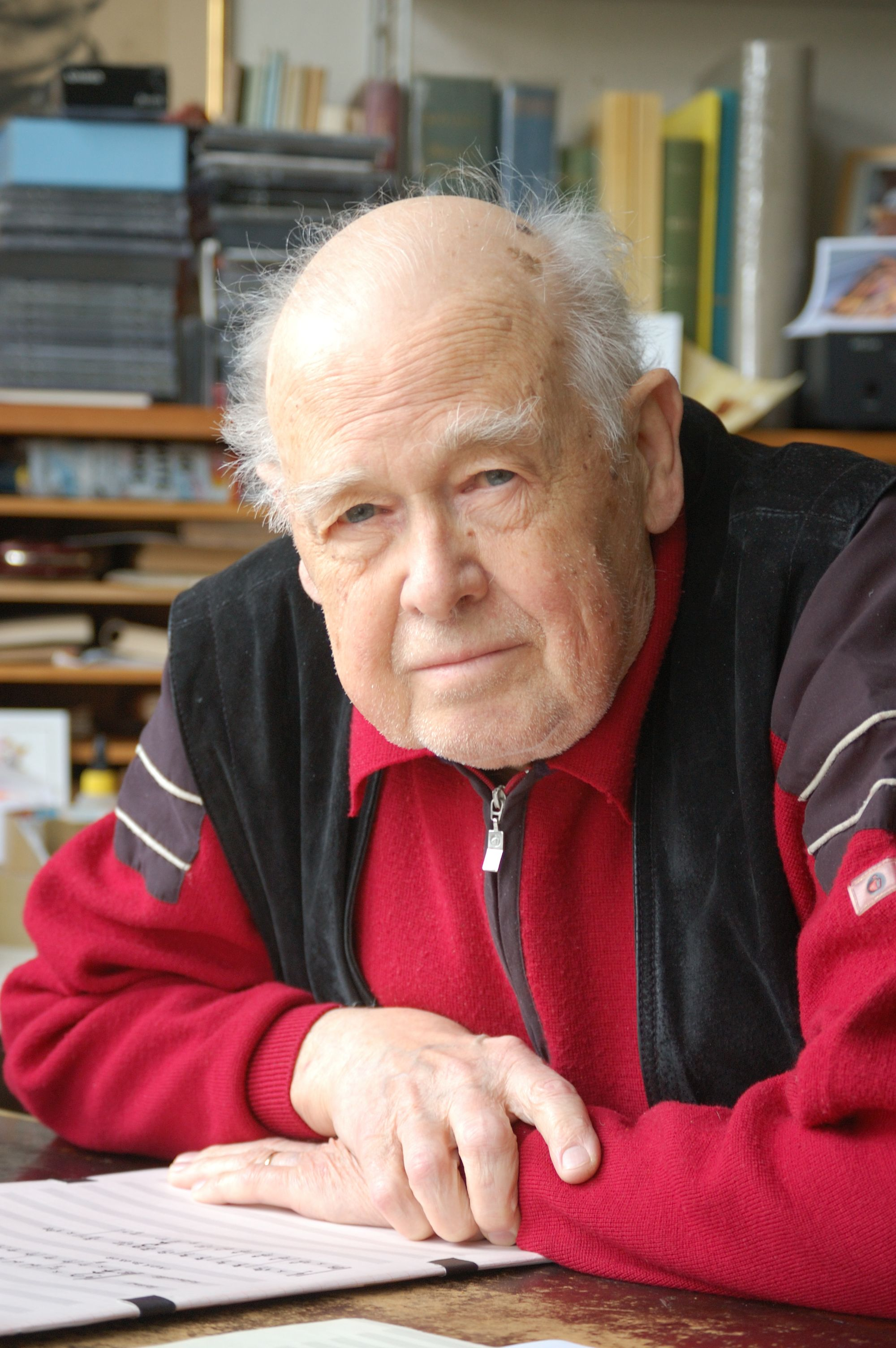
Giselher Klebe, 2008.

Giselher Klebe, född den 28 juni 1925 i Mannheim, Tyskland, död den 5 oktober 2009 i Detmold, var en tysk tonsättare.

## Biografi
Klebe fick musikalisk undervisning tidigt i sitt liv från sin mor, violinisten Gertrud Klebe. Familjen flyttade 1932 till München, där hans moders syster, Melanie Michaelis, fortsatte träningen. Hans fars yrke krävde ytterligare en flytt 1936 till Rostock.
Efter att föräldrarna separerat, flyttade Klebe med sin mor och syster till Berlin. År 1938 skissade han där som 13-åring på sina första kompositioner. År 1940 började han studier i violin, viola, och komposition, med stöd av ett bidrag från staden Berlin.
Efter att ha utfört arbetstjänst under den nazistiska regimen, blev han inkallad till militärtjänst som signalman. Efter den tyska kapitulationen, togs han som krigsfånge av de ryska styrkorna, men på grund av ohälsa, blev han snart frigiven.
Som konvalescent fortsatte Klebe sina musikstudier i Berlin 1946 - 1951, först under Joseph Rufer, sedan i mästarkurser med Boris Blacher. Han arbetade för radiostationen Berliner Rundfunk till 1948, då han började arbeta på heltid som tonsättare.
År 1957 efterträdde han Wolfgang Fortner som docent för ämnena komposition och musikteori vid Hochschule für Musik Detmold. Han utnämndes till professor 1962 och under dessa år, undervisade han många studenter som blev kända kompositörer såsom Theo Brandmüller, Peter Michael Braun, Hans Martin Corrinth, Thomas Meyer-Fiebig, Matthias Pintscher och Lars Woldt. 

### Klebes musik
Klebes till övervägande del instrumentala produktion visar impressionistiska drag och stor klanglig fantasi. Han använder en personlig tolvtonsteknik, ibland även med inslag av punktmusik. Han komponerade över 140 verk, bland dem 14 operor, 8 symfonier, 15 solokonserter samt kammarmusik, pianostycken och sakral musik.
Han var inspirerad och influerad av verk av samtida författare och konstnärer. År 1951 komponerade han Die Zwitschermaschine Op. 7, baserad på den välkända målning av Paul Klee. Hans första opera, baserat på Friedrich Schillers scenarie Die Räuber, producerades år 1957. Han komponerade också två operor baserade på pjäser av Ödön von Horváth.